# Jean-Baptiste Louvet de Couvrai
Jean-Baptiste Louvet de Couvrai (ejtsd: 'luvé dö kuvré', Párizs, 1760. június 12. – Párizs, 1797. augusztus 25.) francia író, forradalmár.

## Élete
A francia forradalom kezdetén a jakobinus klubba iratkozott be, majd a girondistákhoz csatlakozott. Amikor Jean-Marie Roland de la Platière miniszter lett, Louvet de Couvrai a Sentinelle című lapjában védelmére kelt. A Nemzeti Konventben követelte a szeptemberi gyilkosok megbüntetését, és 1792. október 29-én Robespierret nyíltan vádolta diktatórikus törekvésekkel. Ezt követően menekülnie kellett Párizsból, ahova csak hosszas bolyongás után mert visszatérni, és rejtőzködni volt kénytelen az 1794 júliusi forradalomig. 1795-ben ismét elfoglalta helyét a konventben, és az ötszázak tanácsának tagja lett.

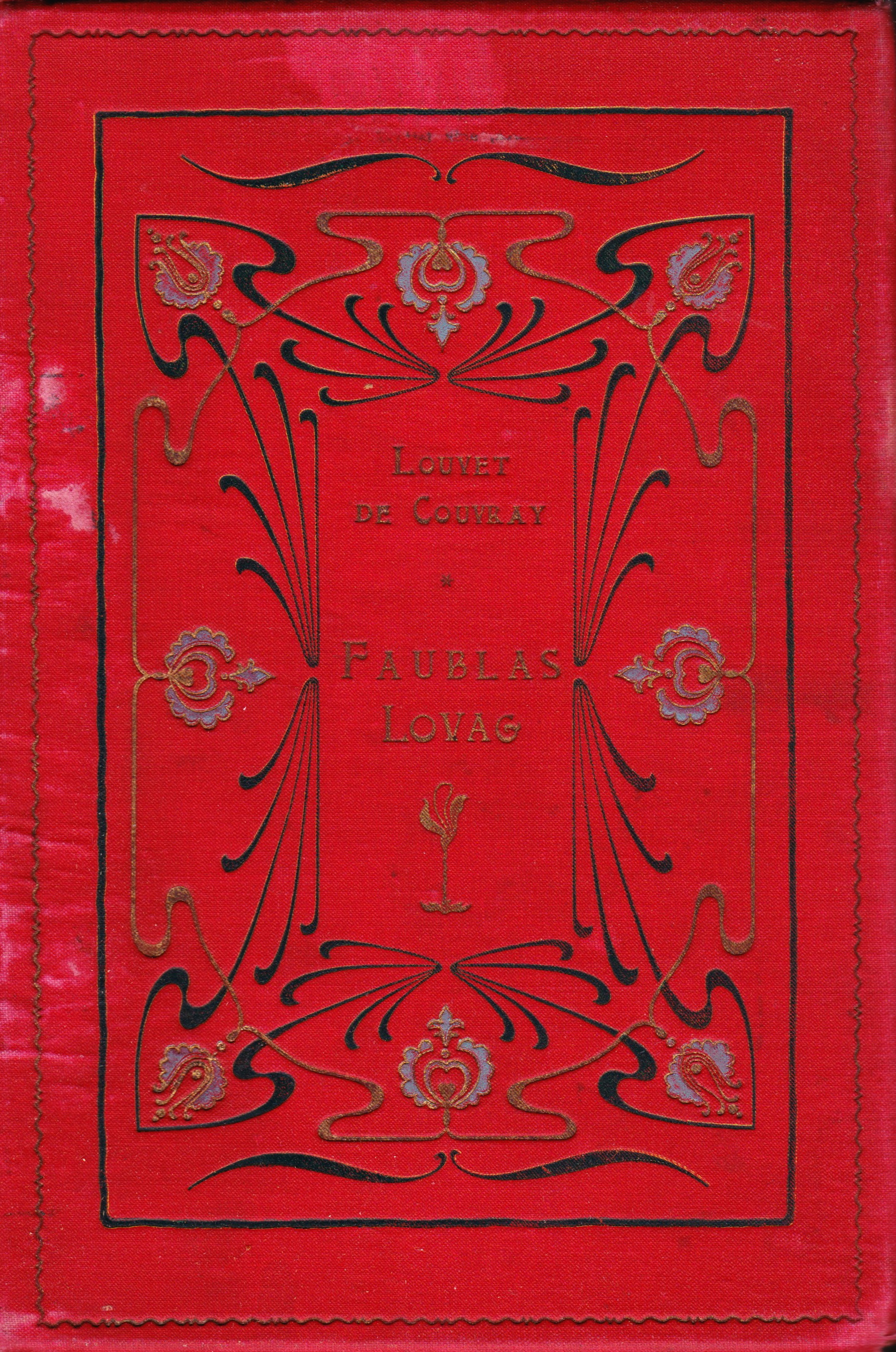
Faublas lovag kalandjainak magyar kiadása az 1900-as évek elejéről

## Művei
Magyar fordításban is megjelent sikamlós regénye: Faublas lovag kalandjai tette nevét ismertté. Egyéb művei: 
- Emilie de Varmont és Quelques notices pour l'histoire, et récit de mes dangers;
- emlékiratait (Mémoires de L.) Aulard adta ki.